# Saint-Maurice-sur-Huisne

Saint-Maurice-sur-Huisne este o comună în departamentul Orne, Franța. În 2013 avea o populație de 71 de locuitori.